# Ramciel
Ramciel (auch Ramshiel geschrieben) ist eine Örtlichkeit im Südsudan im Bundesstaat Eastern Lakes in der Region Bahr al-Ghazal, an der anstelle von Juba die künftige Hauptstadt des Landes errichtet werden soll. Bisher gibt es dort keine Siedlung.
Die „Ramciel“ genannte Stelle gilt als geographisches Zentrum des Südsudans und liegt nahe der Grenze von Eastern Lakes zu den Bundesstaaten Jonglei, Terekeka und Amadi. Sie liegt ca. 120 km von der Hauptstadt Juba entfernt am südlichen Rand des großen Sumpfgebiets Sudd. Der Name bedeutet „Ort, wo sich die Nashörner treffen“. Die lokale Bevölkerung besteht aus Chiech-Dinka, die Vieh züchten, in der Regenzeit Ackerbau betreiben und in der Trockenzeit in Feuchtgebiete am Weißen Nil ziehen.
John Garang, der Anführer der Rebellenorganisation SPLA, hatte noch vor der Unterzeichnung des Friedensabkommens 2005 entschieden, dass in Ramciel die neue Hauptstadt Südsudans errichtet werden solle. Im Februar 2011 beschloss die Regierung des Südsudans – der damals noch als autonome Region zum Sudan gehörte –, eine neue Hauptstadt zu bestimmen. Als Begründung wurde angeführt, dass die Infrastruktur von Juba überlastet sei und die weitere Expansion der Stadt an Grenzen stoße. Ramciel war eine der beiden Örtlichkeiten, die für die neue Hauptstadt in Betracht gezogen wurden. Am 2. September 2011 entschied sich die Regierung für Ramciel. Planung und Bau der Hauptstadt sollten drei bis fünf Jahre dauern.
Über die Eignung von Ramciel als Hauptstadt gibt es gegensätzliche Angaben. Einer Machbarkeitsstudie von 2006 zufolge ist das Gebiet durch Überschwemmungen und Versumpfung gefährdet und daher nicht für den Bau einer größeren Stadt geeignet. Nach anderen Angaben besteht der Grund hingegen aus hinreichend festem Gestein und ist von fünf Hügeln umgeben, die den Ort vor den Fluten des Nils schützen.
Die FAZ berichtete 2018: „Kritiker halten die Idee für eine neue südsudanesische Hauptstadt mitten im Busch, an einem Ort, an dem es weder Stromleitungen noch Straßen und nicht einmal ein paar Häuser gibt, für verrückt – zumindest für ein bitterarmes Land, das alleine bei China 1,2 Milliarden Dollar Schulden haben soll.“